# Maritime Tradition Vegesack Nautilus

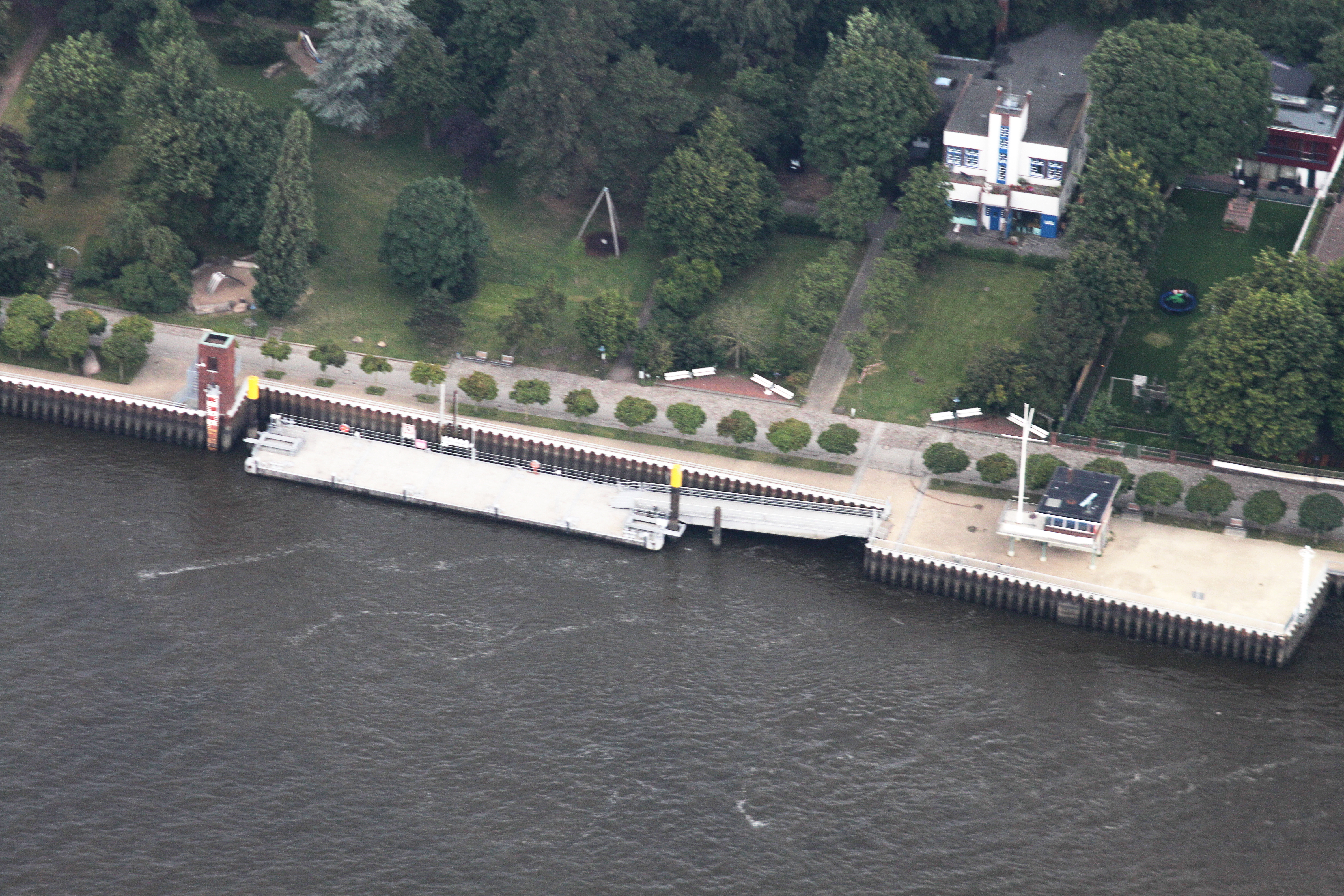
Luftbild der Weserpromenade; die Signalstation befindet sich im Bild rechts.

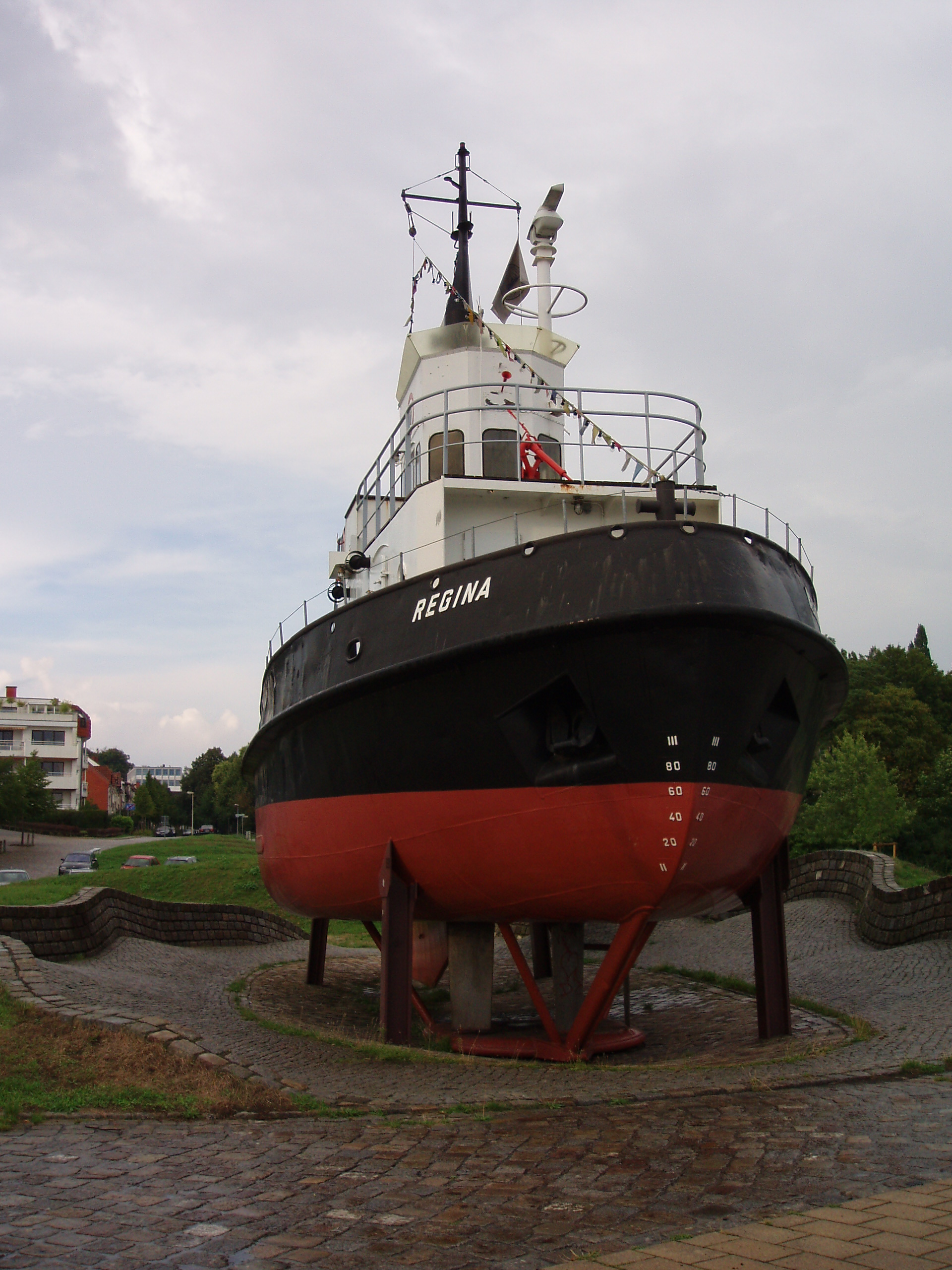
Schlepper Regina

Der Verein Maritime Tradition Vegesack Nautilus e. V. (MTV Nautilus) ist ein Zusammenschluss zur Pflege und Belebung der maritimen Tradition in Bremen-Vegesack. Dazu gehören die Themen Schiffbau, Fischerei, historischer Walfang und Schifffahrt. Der Verein ist aktiv im Museumsabschnitt des Vegesacker Hafens und kooperiert mit dem Museumshaven Vegesack e. V.
1987 wurde der Verein mit dem Ziel gegründet, zur Erhaltung der maritimen Strukturen Vegesacks beizutragen „durch den Erwerb, den Unterhalt und den Betrieb maritimer Einheiten (Schiffe) als Kulturdenkmäler“. Die mehr als 200 Mitglieder dieses Vereins engagieren sich beim Erhalt historischer Schiffe, in der Jugendarbeit, bei der Organisation maritimer Aktivitäten und der Dokumentation maritimer Geschichte.
Der Verein ist Mitgestalter der Maritimen Meile am Vegesacker Stadtgarten und Betreiber der alten Signalstation. Sie ist das einzige Gebäude direkt am Wasser in Vegesack und bietet maritime Informationen. Im MTV Nautilus ist ein Arbeitskreis aktiv, der sich für die Betreuung der Station engagiert. Vom Balkon der Station bietet sich ein Panoramablick auf die Weser. Im Mai 2000 wurde die „Maritime Meile“ an der Vegesacker Weserpromenade offiziell eingeweiht, deren zentraler Punkt die Signalstation sein soll.

## Schiffe
- Regina, Schlepper.
- Vegefeuer, ein Jugendwanderkutter, der  der MTV-Jugend als Ausbildungsschiff dient
- Vegevogel, Marinepullkutter
- Vegebüddel